# Yūya Tegoshi
Yūya Tegoshi (手越 祐也?, Tegoshi Yūya; Yokohama, 11 novembre 1987) è un cantante e attore giapponese.

## Biografia
Soprannominato Tego o Tego-nyan, è membro della boy band J-pop NEWS e del suo sottogruppo Tegomass, dell'agenzia Johnny & Associates. Entra come tirocinante nei Johnny's Jr. nel 2002, prima di diventare membro effettivo dei NEWS l'anno successivo.
A partire dal 2005 comincia a partecipare, con ruoli sempre più importanti, in varie pellicole cinematografiche, show televisivi e dorama. Conduce un suo personale programma radiofonico tra il 2005 e il 2006.
Durante una pausa nel lavoro dei NEWS, lui ed il compagno di band Takahisa Masuda formano il duo Tegomass, il quale nella primavera del 2007 pubblica il singolo intitolato Kiss che diventa la sigla per l'anime Lovely Complex.
Nel 2008 recita nel ruolo di Mirai nel film Memoirs of a Teenage Amnesiac, basato sul romanzo omonimo di Gabrielle Zewin. Nel 2009 ottiene il ruolo di Toyama nel dorama live action basato su Yamato Nadeshiko shichi henge, andato in onda nel principio dell'anno successivo: qui recita a fianco di Kazuya Kamenashi.

## Filmografia

### Dorama
- Deka Wanko (2011) - Ryuuta Kirishima
- Yamato Nadeshiko shichi henge (serie televisiva) (2010) - Yukinojo Toyama
- Dareka ga Uso wo Tsuiteiru (2009) - Takahiro Sato
- Shabake: Uso Uso (2008) - Ichitaro
- Shabake Shabake (2007) - Ichitaro
- Hyoten 2006 (2006) - Toru Tsujiguchi
- My Boss, My Hero (2006) - Jun Sakurakoji
- Gachibaka! (2006) - Minoru Utsugi
- Gekidan Engimono (2005) - Hiroaki Tomiyama
- 15 Sai no Blues (2005) - Kohei Sanada

### Cinema
- Hotaru no hikari - Il film (2012)
- Memoirs of a Teenage Amnesiac (2010)
- Happy Feet (2007) (Japanese dub)
- Dead Run (2005)